# Madonna col Bambino e san Giovannino (Correggio Madrid)
La Madonna col Bambino e san Giovannino è un dipinto a olio su tavola (48x37 cm) di Correggio, databile al 1518 circa e conservato nel Museo del Prado di Madrid.

## Storia e descrizione
Il dipinto fu portato in Spagna da Isabella Farnese in occasione del suo trasferimento da Parma, come seconda moglie del re Filippo V. È registrato fra i suoi beni a La Granja nel 1746. Stilisticamente l'opera è prossima agli affreschi della Camera di San Paolo e il fatto che abbia costituito un modello per Michelangelo Anselmi fa pensare che il Correggio possa averla dipinta a Parma. Fra tutti i dipinti del Correggio a questo spetta il posto d'onore per dimostrare quanto attentamente l'artista guardasse alla lezione di Leonardo.
Si tratta infatti una libera variazione sul tema offerto dalla Vergine delle rocce del maestro toscano, un'opera che costituì un modello di ispirazione anche per alcuni lavori giovanili del Correggio. Ricordano da vicino quel capolavoro di Leonardo l'ambientazione nella grotta e il modo di rendere il rapporto intimo fra figure e paesaggio, nonché il volto della Vergine con quello sguardo abbassato che divenne una cifra stilistica di molte Madonne dipinte dal Correggio. Soprattutto il tema dell'incontro fra i due bambini nella grotta conobbe, grazie a Leonardo, una grande popolarità fra i cosiddetti “leonardeschi”.
L'opera segnò quindi un rinnovato e consapevole interesse del Correggio per le proposte vinciane che trovava riscontro nelle predilezioni dei collezionisti e dei committenti delle corti padane del primo Cinquecento. A Parma, non solo Cecilia Bergonzi, badessa del monastero di San Paolo, aveva deciso nel 1505 di pagare ad Alessandro Araldi un viaggio a Milano per vedere il Cenacolo, ma anche Enea Irpino aveva dedicato a Parma una strofa del suo Canzoniere (ante 1520) ad elogiare il “gentil mio Vincio”.
Qui Maria è vergine e madre (da una parte ha la treccia legata verso l'alto, e dall'altra i capelli sciolti); è regina ed umile (ha un sandalo prezioso e l'altro piede nudo); è umana e divinizzata (ha la tunica cinerina ed è avvolta dal manto blu di significato divino). L'incontro dei due fanciulli ricorda la convergenza dei due testamenti biblici con Gesù che si rivela come Dio-Salvatore, accettando a braccia aperte la croce portagli dal Battista. Qui ancora l'oscurità ove giacevano i popoli (la grotta) si apre verso un'aurora che è simbolo della nuova era. Le tre figure sono investite frontalmente e dall'alto da una luce sovrumana, che accende l'oro vibrante delle tre capigliature. La fisionomia con le guance piene del Bambino rimanda a diverse opere di quegli anni, a partire dalla Madonna di San Francesco.
Al confronto con tanti leonardeschi, il Correggio fu uno dei pochi a saper interiorizzare e reinventare in maniera assolutamente originale le proposte del maestro: si noti ad esempio come la pettinatura elegante della Vergine non mantenga alcun sapore citazionistico ma sia invece perfettamente adattata al contesto di questa dolce e giovanissima Madonna, parente stretta della altrettanto tenera Zingarella.